# Salman Raduiev
Salman Raduiev (ou Raduev, em russo: Салман Радуев; 13 de fevereiro de 1967 — 14 de dezembro de 2002) era um líder guerrilheiro da Tchetchênia.

## Ascensão
Em junho de 1992, Raduiev foi nomeado prefeito de Gudermes pelo então presidente Djokhar Dudaiev, seu sogro. Em 14 de dezembro de 1995 Raduiev e Sultan Geliskhanov lideraram um ataque de três dias a Gudermes.
Em 19 de janeiro de 1996, junto com Gelishanov, Raduiev lançou um ataque semelhante à invasão do hospital de Budionnovsk, numa base militar e um hospital civil em Kizliar. Raduiev foi considerado para substituir o comandante Hunkarpasha Israpilov, ferido no final do ataque. 

## Fora de controle
Em meados de 1996, Raduiev se recusou a obedecer as ordens de Zelimkhan Iandarbiev para parar de executar atos terroristas apesar do cessar-fogo e conversações que levariam aos acordos de Khasaviurt, alegando que Djokhar Dudaiev estava vivo e emitindo ordens para ele de uma base secreta da OTAN na Turquia.[carece de fontes?]
Aslan Maskhadov comentou sobre ele: "Raduiev não é um problema político, e sim psiquiátrico."[carece de fontes?] A milícia particular de Raduiev, chamada Exército do General Dudaiev esteve envolvida em vários assaltos a trens e outros crimes. Maskhadov rebaixou-o da patente de general-brigadeiro para recruta, mas outras ações contra ele foram bloqueadas por uma oposição pública feita por vários combatentes veteranos pró-Raduiev.

## Declínio e morte
Gravemente ferido numa tentativa de assassinato com carro-bomba em 1998 (o que lhe rendeu o apelido de Titanic porque seu crânio foi reconstituído com placas de aço), Raduiev não teve papel ativo na Segunda Guerra da Tchetchênia e foi capturado em casa, em março de 2000, por uma unidade spetznas russa. Raduiev foi julgado por várias acusações de assassinato, e condenado em dezembro de 2001 a prisão perpétua.
Em 14 de dezembro de 2002, Raduiev morreu numa colônia penal.
As circunstâncias da morte de Salman Raduyev não são claras. De acordo com sua família, ele foi assassinado.